# Georges Fornay
Georges Fornay est un chef d'entreprise français, connu principalement pour avoir occupé le poste de président de Sony Computer Entertainment France de 1995 à 2011.

## Vie et carrière
Georges Fornay nait le 3 septembre 1956 à Thonon-les-Bains, en France. Il vit à Évian pendant son adolescence. Il obtient une maîtrise en Sciences Économiques de l'Université Paris-Dauphine, puis y décroche en 1985 un DESS en Finance. Cette année-là, il entre chez Commodore en France en tant que contrôleur de gestion, à l'époque de la sortie du Commodore 64. En 1994, il quitte Commodore pour rejoindre IPC, une société chinoise. L'année d'après, il est embauché par Sony pour lancer la PlayStation sur le marché Français,. En 2011, Georges Fornay annonce son départ de chez Sony. La même année, il est nommé secrétaire général du SELL.